# Amtsgericht Duisburg

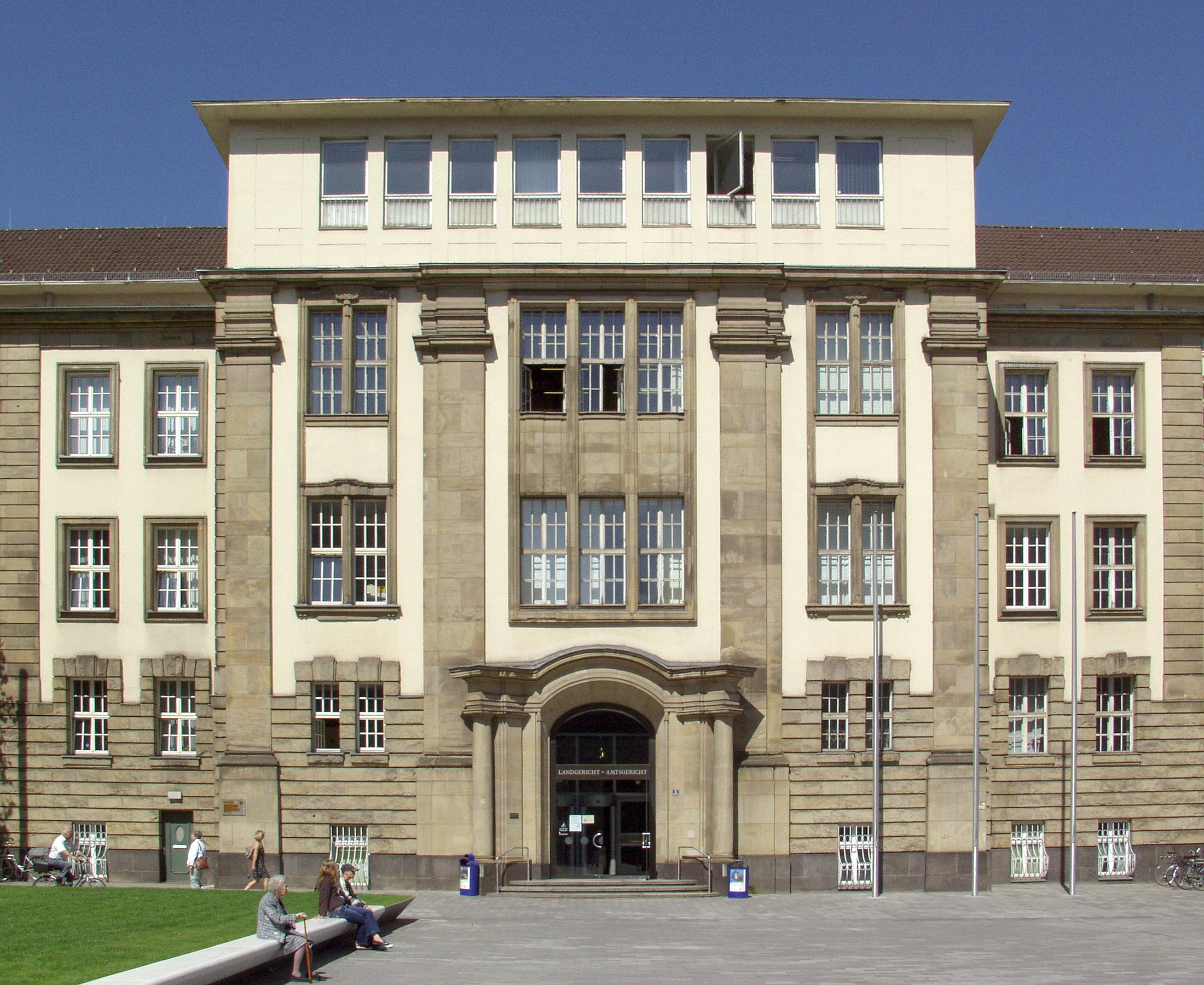
Land- und Amtsgericht Duisburg, König-Heinrich-Platz

Das Amtsgericht Duisburg ist ein Gericht der ordentlichen Gerichtsbarkeit und eines von sieben Amtsgerichten im Bezirk des Landgerichts Duisburg. Das Gericht hat sein Hauptgebäude am König-Heinrich-Platz in der Duisburger Stadtmitte, eine Außenstelle befindet sich an der Kardinal-Galen-Straße 124–130.

## Gerichtssitz und -bezirk
Sitz des Gerichts ist Duisburg in Nordrhein-Westfalen. Der Gerichtsbezirk umfasst die Stadtbezirke Mitte, Rheinhausen und Süd der kreisfreien Stadt Duisburg.

## Über- und nachgeordnete Gerichte
Dem Amtsgericht Duisburg ist das Landgericht Duisburg übergeordnet. Zuständiges Oberlandesgericht ist das Oberlandesgericht Düsseldorf.

## Geschichte
In Duisburg bestand von 1849 bis 1879 die Gerichtskommission Duisburg des Kreisgerichts Wesel. Das königlich preußische Amtsgericht Duisburg wurde mit Wirkung zum 1. Oktober 1879 als eines von acht Amtsgerichten im Bezirk des Landgerichtes Duisburg im Bezirk des Oberlandesgerichtes Hamm gebildet. Der Sitz des Gerichtes war Duisburg. Sein Gerichtsbezirk umfasste aus den Stadtkreis Duisburg und aus dem Landkreis Mülheim an der Ruhr die Bürgermeisterei Duisburg (Gemeindebezirk Wanheim-Angerhausen). Am Gericht bestanden 1888 drei Richterstellen. Das Amtsgericht war damit ein mittelgroßes Amtsgericht im Landgerichtsbezirk. Es war auch Rheinschifffahrtsgericht für die Bezirke der Amtsgerichte Duisburg und Ruhrort.